# Аристон Пелски
Аристон Пелски (грч. ιριστων) је хришћански апологет и историчар 2. века. Вероватно аутор књиге "Спор Јасона са Паписком".
Био је то јудео-кршћанин прве половине другог века, који је живео или у Пели, северозападно од Јордана, или у Апамеји Сиријској. Арменски средњовековни историчар Мовсес Хоренаци указује на то да је Аристон био писар епископа Марка Јерусалимског (д. 156 АД), или писар Артаксија I.
Еузебије Цезарејски у својој "Историји Цркве" указује на то да је Аристон из Пела описао догађаје разарања Јерусалима током побуне Бар Кохбе. Таким образом до нас дошел фрагмент исторического труда Аристона, на который опирался Евсевий в качестве источника.